# Jiří Ruprecht z Herbersteinu
Jiří Ruprecht z Herbersteinu (německy Georg Rupert, Freiherr von Herberstein-Sierndorf, † říjen 1612, Sierndorf) byl rakouský šlechtic, svobodný pán z Herbersteinu na Sierndorfu v Dolním Rakousku.

## Původ
Narodil se jako syn svobodného pána Jiřího VI. z Herbersteinu (18. července 1501 – 18. září 1560) a jeho manželky Barbory Schrottové z Kindbergu († 1532), dcery Acháce Schrotta z Kindbergu († 1550) a Kateřiny z Weissspriachu. 
Byl vnukem Jiřího IV. z Herbersteinu (1469 – 4. března 1528) a Markéty z Rottalu († 14. října 1518). Mezi jeho předky byl Ota I. z Herbersteinu (* asi 1288 – 1338).
Jeho bratr Leopold († 1606) byl císařský generál-polní maršál, vrchní ardmádní velitel a prezident dvorské válečné rady. 
Rodina přijala jméno podle svého panství Herberstein a v roce 1537 byla povýšena na říšského panského stavu, v roce 1644 na do dědičného hraběcího stavu v Rakousku a v roce 1710 na říšská knížata. 
Zámek Herberstein ve Štýrsku je v majetku rodiny již více než 700 let (21. generace) od roku 1290 do současnosti. 
Zámek Zirndorf je od roku 1756 ve vlastnictví hrabat Colloredů.

## Galerie

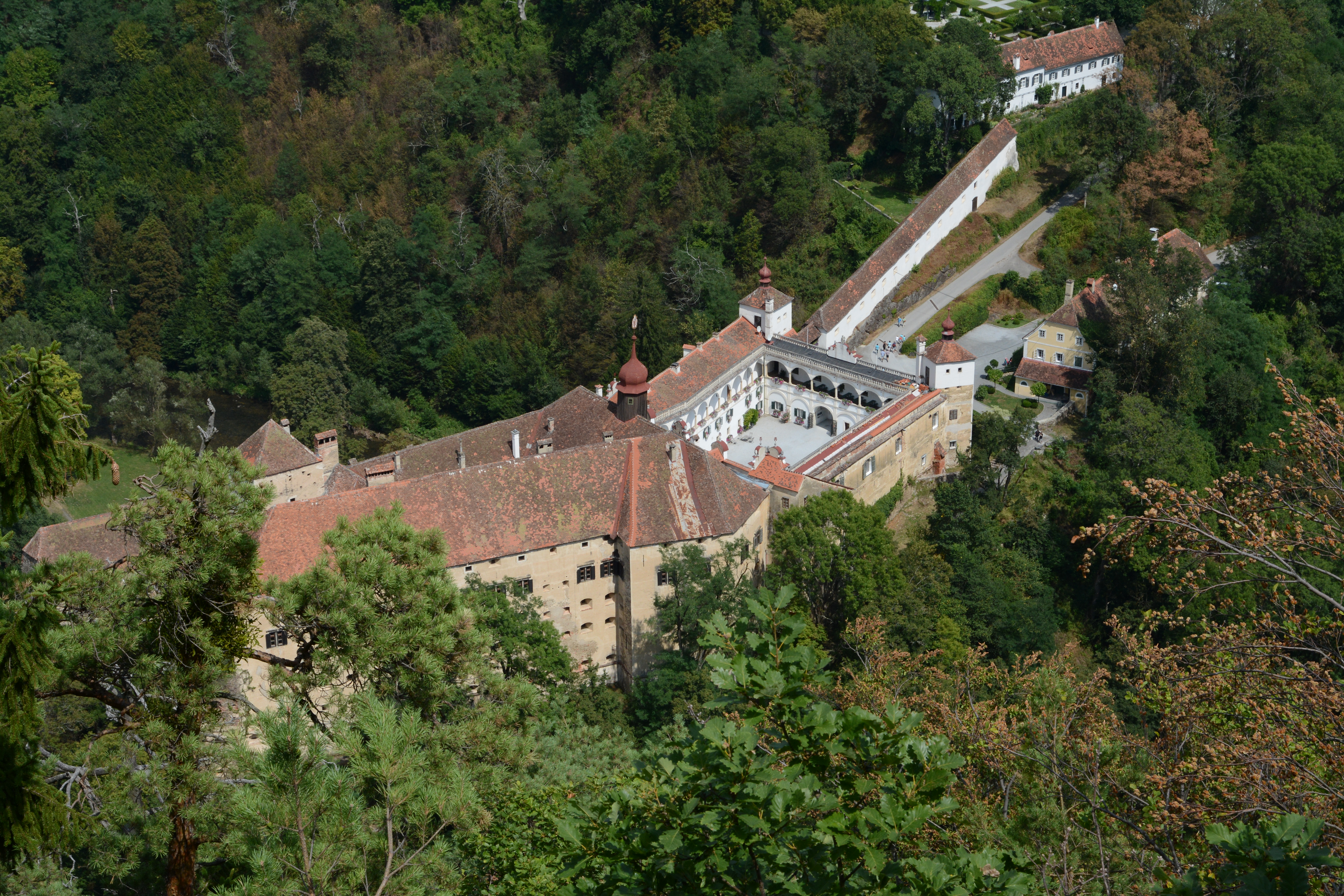
Zámek Herberstein ve Štýrsku je majetkem rodu od roku 1290 do současnosti
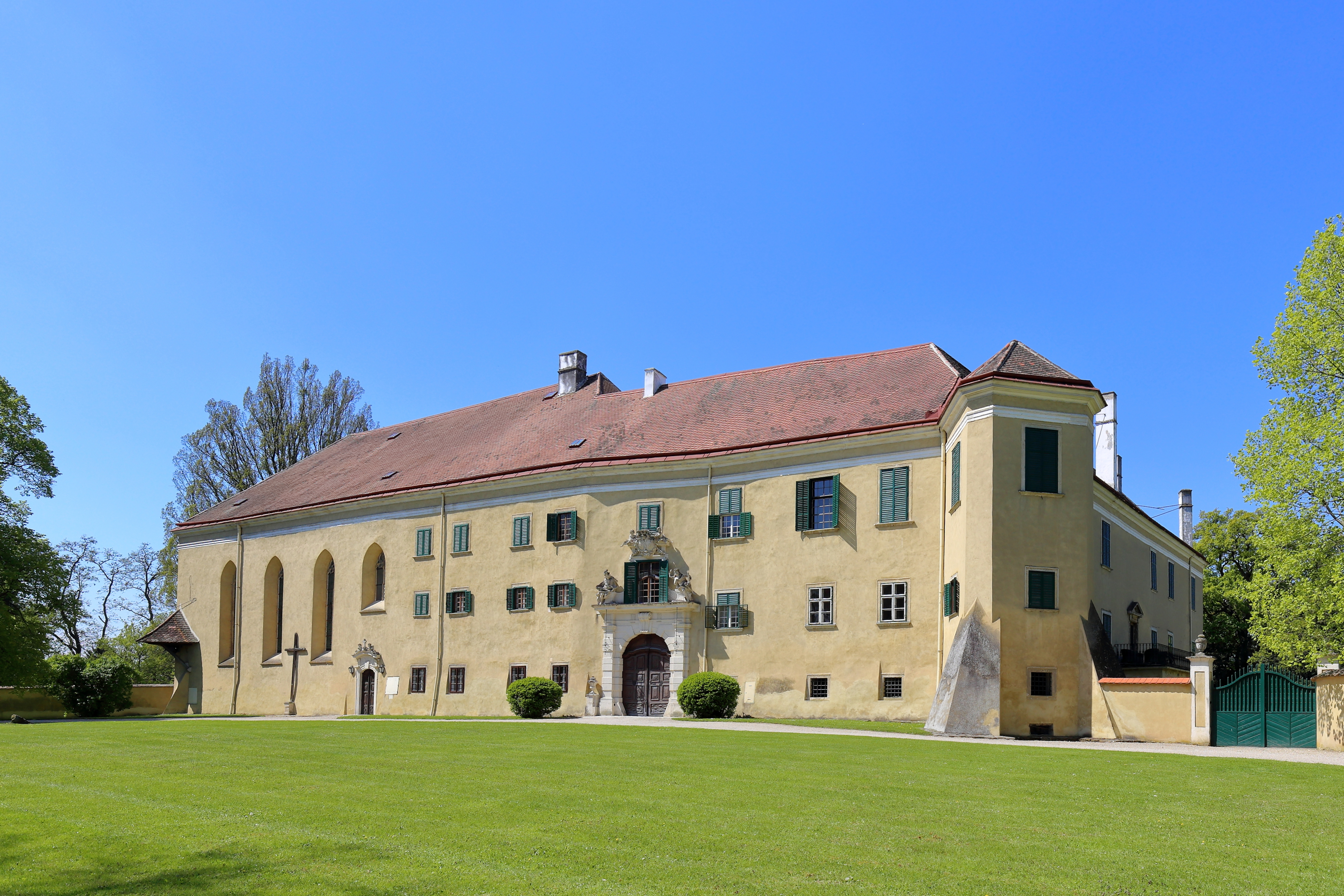
Zámek Zirndorf

### Manželství a potomstvo
Jiří Ruprecht z Herbersteinu se v roce 1570 oženil s Marií Magdalenou z Lamberka-Rothenbühlu, dcerou svobodného pána Baltazara z Lamberka-Rothenbühlu († leden 1561) a Kateřiny z Pöttschachu. Z jejich manželství se narodila jediná dcera:  
- Sidonie z Herbersteinu (1574 – 26. 7. 1608), provdaná 1. 9. 1592 ve Štýrském Hradci za hraběte Jiřího Bedřicha z Hardeggu (1568 – 6. 9. 1628, Vídeň); měli syna:
  - Julius III. z Hardeggu (21. března 1594 – 27. dubna 1684), hrabě z Hardeggu-Glatze